# Elezioni politiche a San Marino del 2024
Le elezioni politiche a San Marino del 2024 si sono svolte il 9 giugno per il rinnovo del Consiglio Grande e Generale, giunto alla sua XXXI legislatura.
Esse sono state indette in anticipo rispetto alla scadenza naturale della legislatura, prevista per la fine dell’anno, in seguito ad una crisi di governo dovuta a discordie di tipo politico.
Le elezioni hanno visto la vittoria della coalizione “Democrazia e Libertà”, guidata dal Partito Democratico Cristiano Sammarinese (PDCS) che, con 26 seggi, ha riconfermato la propria maggioranza relativa in assemblea. Parimenti, la coalizione tra Libera San Marino, Partito Socialista (PS) e Partito dei Socialisti e dei Democratici (PSD) è giunta seconda, ottenendo 18 seggi, in aumento dalla scorsa tornata elettorale, al pari di Repubblica Futura (RF), giunta terza con 8 seggi a discapito delle formazioni componenti la ex-coalizione Noi per la Repubblica.

## Sistema elettorale
Per l’elezione del Consiglio Grande e Generale, la legge elettorale sammarinese prevede, in circostanze ordinarie, l’applicazione di un sistema proporzionale in 9 collegi plurinominali (corrispondenti ai castelli), con una soglia di sbarramento calcolata moltiplicando per 0,4 il numero dei partiti in corsa (per un valore variabile dal ~3,5% al 5%).
Qualora tuttavia nessuna coalizione raggiunga una maggioranza di voti al primo turno, è obbligatorio assegnare il primo mandato di formazione di un governo prima al primo partito o coalizione e, se questo fallisce, al secondo partito o alla seconda coalizione.
Qualora entrambi falliscano, si terrà un turno di ballottaggio tra i due e la lista vincente, avendo ottenuto la maggioranza dei seggi grazie ad un premio di maggioranza, potrà formare il nuovo governo, mentre le altre formazioni politiche vedranno i loro voti tradotti in seggi nuovamente secondo il metodo d'Hondt.

## Liste elettorali
| #   |  | Nome della lista | Capolista                                           | Ideologie principali                                | Collocazione politica | Candidati totali        |
| --- |  | --- | --------------------------------------------------- | --------------------------------------------------- | --------------------- | ----------------------- |
| 1–2 |  | Coalizione Libera San Marino/Partito Socialista - Partito dei Socialisti e dei Democratici (Libera, Partito Socialista, Partito dei Socialisti e dei Democratici) | - Paolo Albani (Libera/PS) - Milena Gasperoni (PSD) | - Liberalismo sociale Socialdemocrazia - Europeismo | Centro-sinistra       | 52 (Libera/PS) 31 (PSD) |
| 3–4 |  | Coalizione Democrazia e Libertà (Partito Democratico Cristiano Sammarinese, Alleanza Riformista, Noi Sammarinesi, MIS, Ēlego)                                     | - Marino Albani (PDCS) - Andreina Bartolini (AR)    | Cristianesimo democratico                           | Centro/Centro-destra  | 52 (PDCS) 33 (AR)       |
| 5   |  | Democrazia Solidale (DEMOS) | Alessandro Rossi                                    | - Socialismo democratico - Esitazione vaccinale     | Sinistra/Trasversale  | 18                      |
| 6   |  | Repubblica Futura (Repubblica Futura, Area Democratica) | Federico Bascucci                                   | - Liberalismo - Europeismo                          | Centro                | 43                      |
| 7   |  | Domani Motus Liberi (Domani Motus Liberi) | Mirella Andreini                                    | - Conservatorismo - Liberalismo                     | Centro-destra/Destra  | 42                      |
| 8   |  | Movimento Civico R.E.T.E. (RETE) | Marianna Bucci                                      | - Ambientalismo - Anti-corruzione - Progressismo    | Sinistra              | 20                      |

## Proiezioni dei seggi
| Pubblicato da | Data di pubblicazione | Grandezza campione | DeL         | DeL            | Libera/PS – PSD | Libera/PS – PSD | RF | RETE | DML | DEMOS | Maggioranza |   |    |   |   |   |   |   |   |
| Pubblicato da | Data di pubblicazione | Grandezza campione | PDCS        | AR             | Libera/PS       | PSD             | RF | RETE | DML | DEMOS | Maggioranza |   |    |   |   |   |   |   |   |
| ------------- | --------------------- | ------------------ | ----------- | -------------- | --------------- | --------------- | -- | ---- | --- | ----- | ----------- | - | -- | - | - | - | - | - | - |
| Pubblicato da | Data di pubblicazione | Grandezza campione | Libertas.sm | 18 maggio 2024 | N.D.            | 19              | RF | RETE | DML | DEMOS | Maggioranza | 3 | 14 | 4 | 8 | 5 | 4 | 3 | 4 |

## Risultati
| Democrazia e Libertà (DeL)                                                                              | 7 543  | 41,49 | 26 |  |  |  |
| Coalizione Libera San Marino/Partito Socialista - Partito dei Socialisti e dei Democratici (LSM/PS-PSD) | 5 143  | 28,29 | 18 |  |  |  |
| Repubblica Futura (RF)                                                                                  | 2 179  | 11,99 | 8  |  |  |  |
| Domani Motus Liberi (DML)                                                                               | 1 540  | 8,47  | 5  |  |  |  |
| Movimento Civico R.E.T.E. (MC-RETE)                                                                     | 922    | 5,07  | 3  |  |  |  |
| Democrazia Solidale (DEMOS)                                                                             | 853    | 4,69  | —  |  |  |  |
| Totale                                                                                                  | 18 180 | 100   | 60 |  |  |  |
| |        |       |    |  |  |  |
| Voti non validi                                                                                         | 1 269  | 6,52  |    |  |  |  |
| Votanti                                                                                                 | 19 449 | 50,73 |    |  |  |  |
| Elettori                                                                                                | 38 338 |       |    |  |  |  |

| Riepilogo dei voti (+/- elezioni 2019)                                          | Riepilogo dei voti (+/- elezioni 2019)                                          | Riepilogo dei voti (+/- elezioni 2019)                                          | Riepilogo dei voti (+/- elezioni 2019) | Riepilogo dei voti (+/- elezioni 2019) | Riepilogo dei voti (+/- elezioni 2019) |       |
| ------------------------------------------------------------------------------- | ------------------------------------------------------------------------------- | ------------------------------------------------------------------------------- | -------------------------------------- | -------------------------------------- | -------------------------------------- | ----- |
| Democrazia e Libertà                                                            | Democrazia e Libertà                                                            | Democrazia e Libertà                                                            |                                        |                                        | 41,49%                                 |       |
| Libera San Marino/Partito Socialista - Partito dei Socialisti e dei Democratici | Libera San Marino/Partito Socialista - Partito dei Socialisti e dei Democratici | Libera San Marino/Partito Socialista - Partito dei Socialisti e dei Democratici |                                        |                                        | 28,29%                                 |       |
| Repubblica Futura                                                               | Repubblica Futura                                                               | Repubblica Futura                                                               |                                        |                                        | 11,98%                                 |       |
| Domani Motus Liberi                                                             | Domani Motus Liberi                                                             | Domani Motus Liberi                                                             |                                        |                                        | 8,47%                                  |       |
| Movimento Civico R.E.T.E.                                                       | Movimento Civico R.E.T.E.                                                       | Movimento Civico R.E.T.E.                                                       |                                        |                                        | 5,07%                                  |       |
| Democrazia Solidale                                                             | Democrazia Solidale                                                             | Democrazia Solidale                                                             |                                        |                                        | 4,69%                                  |       |
| Riepilogo dei seggi (+/- elezioni 2019)                                         |                                                                                 |                                                                                 |                                        |                                        |                                        |       |
|                                                                                 |                                                                                 |                                                                                 |                                        |                                        |                                        |       |
| MC - R.E.T.E.                                                                   | 3                                                                               | ▼ 8                                                                             |                                        | LSM/PS                                 | 10                                     | ▼ 4   |
| PSD                                                                             | 8                                                                               | ▲ 4                                                                             |                                        | DML                                    | 5                                      | ▲ 1   |
| RF                                                                              | 8                                                                               | ▲ 2                                                                             |                                        | AR                                     | 4                                      | Nuovo |
| PDCS                                                                            | 22                                                                              | ▲ 1                                                                             |                                        |                                        |                                        |       |

### Consiglieri eletti
| Coalizione | Coalizione                                  | Partiti | Partiti |
| --- | ------------------------------------------- | --- | --- |
| | Coalizione Democrazia e Libertà (Seggi: 26) | PDCS (Seggi: 22) | Alleanza Riformista (Seggi: 4) |
| - Gian Carlo Venturini - Marco Gatti - Stefano Canti - Luca Beccari - Mariella Mularoni - Teodoro Lonfernini - Massimo Andrea Ugolini - Filippo Tamagnini - Francesca Civerchia - Francesco Mussoni - Manuel Ciavatta - Maddalena Muccioli - Oscar Mina - Lorenzo Bugli - Giovanni Francesco Ugolini - Massimo Andrea Ugolini - Italo Righi - Marco Mularoni - Aida Maria Adele Selva - William Casali - Alessandro Scarano - Alice Mina | Coalizione Democrazia e Libertà (Seggi: 26) | - Rossano Fabbri - Denise Bronzetti - Gian Nicola Berti - Maria Luisa Berti                                                                                 | |
| | Coalizione Libera/PS - PSD (Seggi: 18)      | Libera/PS (Seggi: 10) | PSD (Seggi: 8) |
| - Matteo Ciacci - Alessandro Bevitori - Michele Muratori - Dalibor Riccardi - Giuseppe Maria Morganti - Giulia Muratori - Guerrino Zanotti - Luca Boschi - Vladimiro Selva - Iro Belluzzi | Coalizione Libera/PS - PSD (Seggi: 18)      | - Federico Pedini Amati - Andrea Belluzzi - Silvia Cecchetti - Matteo Rossi - Gerardo Giovagnoli - Luca Lazzari - S.E. Milena Gasperoni - Ilaria Bacciocchi | |
| | Repubblica Futura (Seggi: 8)                | - Nicola Renzi - Sara Conti - Enrico Carattoni - Maria Katia Savoretti - Antonella Mularoni - Miriam Farinelli - Andrea Menicucci - Matteo Casali           | - Nicola Renzi - Sara Conti - Enrico Carattoni - Maria Katia Savoretti - Antonella Mularoni - Miriam Farinelli - Andrea Menicucci - Matteo Casali |
| | Domani Motus Liberi (Seggi: 5)              | - Fabio Righi - Carlotta Andruccioli - Gaetano Troina - Mirko Dolcini - Michela Pelliccioni                                                                 | - Fabio Righi - Carlotta Andruccioli - Gaetano Troina - Mirko Dolcini - Michela Pelliccioni                                                       |
| | RETE (Seggi: 3)                             | - Gian Matteo Zeppa - Giovanni Maria Zonzini - Elena Tonnini                                                                                                | - Gian Matteo Zeppa - Giovanni Maria Zonzini - Elena Tonnini                                                                                      |